# جزر سليمان (أرخبيل)
جزر سليمان (أرخبيل) هي مجموعة جزر تقع في غرب المحيط الهادئ الجنوبي ، شمال شرق أستراليا. يقع الأرخبيل في المنطقة الفرعية الميلانيزية ومنطقة أوقيانوسيا الحيوية، ويُشكل الحدود الشرقية لبحر سليمان. تتوزع جزر الأرخبيل العديدة عبر الدولتين ذات السيادة بابوا غينيا الجديدة وجزر سليمان. أكبر جزيرة في الأرخبيل هي جزيرة بوغانفيل، وهي جزء من منطقة بوغانفيل ذاتية الحكم (وهي حاليًا جزء من بابوا غينيا الجديدة) إلى جانب جزيرة بوكا وجزر نوكومانو وعدد من الجزر الصغيرة المجاورة. تقع معظم الجزر المتبقية ضمن أراضي دولة جزر سليمان، ويشمل الشِّعاب الحلقية أُنتونغ جافا، وسيكايانا الشِّعاب الحلقية المرجانية المرتفعة بيلونا ورينيل، والجزر البركانية شواسول، وغوادالكانال، وماكيرا، وماليتا ، جورجيا الجديدة، ونْغِيلا، سانتا إيزابيل، جزر شورتلاند. جزر سانتا كروز ليست جزءًا من الأرخبيل.